# Gachiakuta
Gachiakuta (ガチアクタ) est un shōnen manga écrit et dessiné par Kei Urana. Il est prépublié au Japon dans le Weekly Shōnen Magazine depuis le 16 février 2022, puis publié en volumes reliés par l'éditeur japonais Kōdansha. Une version française éditée par Pika Édition est publiée depuis juin 2023. 
Une adaptation en anime par le studio Bones est diffusée depuis juillet 2025.

## Synopsis
Rudo, un jeune garçon, vit dans une ville partagée entre beaux quartiers et bidonvilles. Chaque nuit, il s'aventure dans la zone aisée de la ville afin de récupérer des objets neufs jetés par leurs propriétaires au risque de se faire appréhender par les forces de l'ordre. Accusé d'un crime qu'il n'a pas commis, Rudo est condamné à mort en étant jeté avec les déchets dans la décharge située sous les bidonvilles. Trahi par les siens et abandonné de tous, il ne cherche plus qu'une seule et unique chose : la vengeance.

## Personnages
Rudo Surebrec (ルド スレブレック, Rudo Sureburekku)
Voix japonaise : Aoi Ichikawa (ja), voix française : Arthur Dubois
Il s'agit d'un adolescent craint et rejeté de tous les habitants de sa ville du fait de ses activités nocturnes illégales. Se sentant profondément seul, il a pour unique alliés son amie Chiwa et son Oncle Regto. Il sera accusé à tort comme responsable du meurtre de ce dernier et sera condamné à l'exil dans une décharge géante située sous la ville.
Regto (レグト, Reguto)
Voix japonaise : Toshiyuki Morikawa, voix française : Franck Dacquin
Il s'agit du père adoptif de Rudo. Il sera assassiné et son neveu sera accusé à tort de ce crime.
Chiwa (チワ)
Voix japonaise : Miku Itō, voix française : Nancy Philippot
Il s'agit d'une amie de Rudo, elle finira par lui tourner le dos lorsque ce dernier sera accusé du meurtre de Regto.
Engin (エンジン)
Voix japonaise : Katsuyuki Konishi, voix française : Bruno Mullenaerts
Il s'agit de l'homme qui retrouvera Rudo inconscient dans la décharge. Il se considère lui même comme un « nettoyeur » et semble détenir de nombreuses informations sur les secrets de ce monde.
Zanka Nijiku (ザンカ・ニジク)
Voix japonaise : Yoshitsugu Matsuoka, voix française : Pierre Le Bec
Il s'agit de celui qui sera chargé de la formation de Rudo. Au sein des nettoyeurs, c'est celui qui maîtrise le mieux son jinki. Apparemment, ce serait quelqu'un de plutôt raffiné pour un habitant du bas monde.

## Manga
Gachiakuta est dessiné par Kei Urana. Il s'agit de la première série de manga publiée par l'autrice, qui travaillait auparavant en tant qu’assistante d’Atsushi Ōkubo, auteur de Soul Eater et de Fire Force. La série débute dans le 12e numéro de l'année 2022 du Weekly Shōnen Magazine paru le 16 février 2022. Depuis, la série est éditée sous forme de volumes reliés par Kōdansha et compte 15 tomes en juin 2025.
Une version française éditée par Pika Édition est publiée depuis le 21 juin 2023. La traduction est réalisée par Nathalie Lejeune.

### Liste des volumes
| no | Japonais          | Japonais          | Français         | Français          |
| no | Date de sortie    | ISBN              | Date de sortie   | ISBN              |
| --- | ----------------- | ----------------- | ---------------- | ----------------- |
| 1 | 17 mai 2022       | 978-4-06-527922-9 | 21 juin 2023     | 978-2-8116-7983-5 |
| Liste des chapitres : - Chapitre 1 : 天界 (Tenkai) - Chapitre 2 : 生物もどき (Seibutsu modoki) - Chapitre 3 : 宿り物 (Yadori-mono) - Chapitre 4 : 下界 (Gekai) |                   |                   |                  |                   |
| 2 | 15 juillet 2022   | 978-4-06-528430-8 | 21 juin 2023     | 978-2-8116-7984-2 |
| Liste des chapitres : - Chapitre 5 : 対人 (Taijin) - Chapitre 6 : “大”勝負 ("Ō" shōbu) - Chapitre 7 : 掃除屋本部 (Sōjiya honbu) - Chapitre 8 : お仕事見学 (Oshigoto kengaku) - Chapitre 9 : アウェイ (Awei) - Chapitre 10 : 迫り来る (Semari kuru) - Chapitre 11 : 接近 (Sekkin) - Chapitre 12 : 下界の影 (Kakai no kage) - Chapitre 13 : 荒らし屋 (Arashi-ya) |                   |                   |                  |                   |
| 3 | 16 septembre 2022 | 978-4-06-529138-2 | 23 août 2023     | 978-2-8116-8337-5 |
| Liste des chapitres : - Chapitre 14 : 到達 (Tōtatsu) - Chapitre 15 : 根本 (Konpon) - Chapitre 16 : ちゃんとした一撃ィ‼ (Chanto shita ichigekī!!) - Chapitre 17 : 攻め攻め爪 (Seme-zeme tsume) - Chapitre 18 : わや (Waya) - Chapitre 19 : 歪共闘 (Hizumi kyōtō) - Chapitre 20 : 決着 (Ketchaku) - Chapitre 21 : 遺恨とねぎらい (Ikon to negirai) - Chapitre 22 : 前進 (Zenshin) |                   |                   |                  |                   |
| 4 | 17 novembre 2022  | 978-4-06-529777-3 | 18 octobre 2023  | 978-2-8116-8469-3 |
| Liste des chapitres : - Chapitre 23 : 好物 (Kōbutsu) - Chapitre 24 : ルド人器 P.S.ダイエットしました (Rudo hito-ki P.S. Daietto shimashita) - Chapitre 25 : 行く前 (Iku mae) - Chapitre 26 : ラクガキの町 (Rakugaki no machi) - Chapitre 27 : 引き継ぐに値するモノ (Hikitsugu ni ataisuru mono) - Chapitre 28 : 描きと拾い (Kaki to hiroi) - Chapitre 29 : 砂漠の禁域『ペンタ』 (Sabaku no kin-iki "Penta") - Chapitre 30 : ドルルガスン (Dorurugasun) - Chapitre 31 : 来客 (Raikyaku) |                   |                   |                  |                   |
| 5 | 17 février 2023   | 978-4-06-530527-0 | 6 décembre 2023  | 978-2-8116-8480-8 |
| Liste des chapitres : - Chapitre 32 : アモのもてなし (Amo no motenashi) - Chapitre 33 : 幻影 (Genei) - Chapitre 34 : なつかしい かほり (Natsukashī Kahori) - Chapitre 35 : 幸せ時間 (Shiawase jikan) - Chapitre 36 : タムジー巻き (Tamujīmaki) - Chapitre 37 : ワスレテタ。 (Wasureteta.) - Chapitre 38 : 呪いのようなものかしら (Noroi no yōna mono kashira) - Chapitre 39 : 正しさとは (Tadashi Sato wa) - Chapitre 40 : 昇る深淵 (Noboru shin'nen) |                   |                   |                  |                   |
| 6 | 17 avril 2023     | 978-4-06-531344-2 | 21 février 2024  | 978-2-8116-8572-0 |
| Liste des chapitres : - Chapitre 41 : 降り立つ断片 (Oritatsu danpen) - Chapitre 42 : 降り立つ断片② (Oritatsu danpen 2) - Chapitre 43 : 収穫 (Shūkaku) - Chapitre 44 : 帰路こそ気を抜くなし (Kiro koso kiwonuku nashi) - Chapitre 45 : 害虫駆除 (Gaichū kujo) - Chapitre 46 : 嵐の前の嵐 (Arashi no mae no arashi) - Chapitre 47 : ドン (Don) - Chapitre 48 : ぶつかれ (Butsukare) - Chapitre 49 : いざ (Iza) |                   |                   |                  |                   |
| 7 | 14 juillet 2023   | 978-4-06-532179-9 | 17 avril 2024    | 978-2-8116-8936-0 |
| Liste des chapitres : - Chapitre 50 : ゴポゴッキー (Gopogokkī) - Chapitre 51 : なぁマジ (Nā maji) - Chapitre 52 : 交換 (Kōkan) - Chapitre 53 : 見る目あんのか (Mirume an no ka) - Chapitre 54 : 天の凡 (Ten no bon) - Chapitre 55 : 差 (Sa) - Chapitre 56 : 戦う理由 (Tatakau no riyū) - Chapitre 57 : 凡の記憶 (Bon no kioku) - Chapitre 58 : 凡の劣等 (Bon no rettō) |                   |                   |                  |                   |
| 8 | 17 octobre 2023   | 978-4-06-532888-0 | 19 juin 2024     | 978-2-8116-9063-2 |
| Liste des chapitres : - Chapitre 59 : 凡の決意 (Bon no ketsui) - Chapitre 60 : 現実 (Genjitsu) - Chapitre 61 : ヤバビリ (Yababiri) - Chapitre 62 : バリガチ (Barigachi) - Chapitre 63 : 裏 (Ura) - Chapitre 64 : 前職 (Zenshoku) - Chapitre 65 : 副産物の中 (Fukusanbutsu no naka) - Chapitre 66 : 番人シリーズ (Bannin Shirīzu) - Chapitre 67 : まぁぁぁあじ (Maaaaaji) |                   |                   |                  |                   |
| 9 | 15 décembre 2023  | 978-4-06-533899-5 | 28 août 2024     | 978-2-8116-9263-6 |
| Liste des chapitres : - Chapitre 68 : 子供なめんじゃねぇ (Kodomo namen ja nee) - Chapitre 69 : 空中ドライビン (Kūchū doraibin) - Chapitre 70 : 印 (Shirushi) - Chapitre 71 : 進化 (Shinka) - Chapitre 72 : ドンピシャリ (Donpishari) - Chapitre 73 : TIME ATTACK - Chapitre 74 : 強化 (Kyōka) - Chapitre 75 : 無鉄砲 (Muteppō) - Chapitre 76 : 突破して獣 (Toppa shite kemono) |                   |                   |                  |                   |
| 10 | 15 mars 2024      | 978-4-06-534863-5 | 20 novembre 2024 | 978-2-8116-9391-6 |
| Liste des chapitres : - Chapitre 77 : 思いの蓄積 (Omoi no chikuseki) - Chapitre 78 : 留めた女 (Todometa onna) - Chapitre 79 : 喪失と出番 (Sōshitsu to deban) - Chapitre 80 : 守護の力 (Shugo no chikara) - Chapitre 81 : 矢継ぎ (Yatsugi) - Chapitre 82 : 休 (Kyū) - Chapitre 83 : 強くなる男 (Tsuyoku naru otoko) - Chapitre 84 : 知る男 (Shiru otoko) - Chapitre 85 : 遠足 (Ensoku) |                   |                   |                  |                   |
| 11 | 17 juin 2024      | 978-4-06-535779-8 | 5 février 2025   | 978-2-8116-9856-0 |
| Liste des chapitres : - Chapitre 86 : 接触 (Sesshoku) - Chapitre 87 : 先祖 (Senzo) - Chapitre 88 : ケーキを食べたいの (Kēki o tabetai no) - Chapitre 89 : 情報探し (Jōhō sagashi) - Chapitre 90 : 完成と標的 (Kansei to hyōteki) - Chapitre 91 : 重なる品物 (Kasanaru shinamono) - Chapitre 92 : タム休 (Tamu kyū) - Chapitre 93 : 情報屋“クロ” (Jōhō-ya "Kuro") - Chapitre 94 : On Your Mark |                   |                   |                  |                   |
| 12 | 17 septembre 2024 | 978-4-06-536774-2 | 7 mai 2025       | 979-10-43300-71-4 |
| Liste des chapitres : - Chapitre 95 : こんにちは～ (Konnichiwā) - Chapitre 96 : 三つ巴+α (Mitsudomoe Purasu Arufa) - Chapitre 97 : 2つの手 (Futatsu no te) - Chapitre 98 : カスの足掻き (Kasu no agaki) - Chapitre 99 : そう来たか (Sō kita ka) - Chapitre 100 : ジャングルの禁域『トリ』 (Janguru no kin'iki "Tori") - Chapitre 101 : 主 (Omo) - Chapitre 102 : オレだって (Oredatte) - Chapitre 103 : 箱 (Hako) |                   |                   |                  |                   |
| 13 | 17 décembre 2024  | 978-4-06-537775-8 | 20 août 2025     | 979-10-43302-01-5 |
| Liste des chapitres : - Chapitre 104 : 箱 (Hako) - Chapitre 105 : 中身初見 (Nakami hatsumi) - Chapitre 106 : 潜む者 (Hisomu mono) - Chapitre 107 : 長老 (Chōrō) - Chapitre 108 : まじで邪魔すんな (Majide jama sun na) - Chapitre 109 : アモの所在。そしてーー (Amo no shozai. Soshiteーー) - Chapitre 110 : 〇〇の所業 (Rei rei no tokoro-gyō) - Chapitre 111 : 嘘の顔 (Uso no kao) - Chapitre 112 : 開封 (Kaifū) |                   |                   |                  |                   |
| 14 | 17 mars 2025      | 978-4-06-538707-8 | 5 novembre 2025  | 979-10-43303-43-2 |
| Liste des chapitres : - Chapitre 113 : 曖昧な正体 (Aimaina Shōtai) - Chapitre 114 : わちゃわちゃ (Wacha Wacha) - Chapitre 115 : 掃除屋 (Sōjiya) - Chapitre 116 : 掃除屋ルド・シュアブレック (Sōjiya Rudo Shuaburekku) - Chapitre 117 : 主人公 (Shujinkō) - Chapitre 118 : 滲み (Nijimi) - Chapitre 119 : 初依頼！ (Hatsu Irai!) - Chapitre 120 : 日が沈む (Hi ga Shizumu) - Chapitre 121 : 暗転 (Anten) |                   |                   |                  |                   |
| 15 | 17 juin 2025      | 978-4-06-539758-9 | -                |                   |
| Liste des chapitres : - Chapitre 122 : 爆発 (Bakuhatsu) - Chapitre 123 : 本性 (Honshō) - Chapitre 124 : オレも (Ore mo) - Chapitre 125 : モブの運命 (Mobu no Unmei) - Chapitre 126 : 魂に問う (Tamashī ni Tou) - Chapitre 127 : 爆発・改 (Bakuhatsu Kai) - Chapitre 128 : フォロ・改 (Furo Kai) - Chapitre 129 : 加入 (Kanyū) - Chapitre 130 : 支度 (Shitaku) |                   |                   |                  |                   |
| 16 | 17 septembre 2025 | 978-4-06-540378-5 | -                |                   |
| — |                   |                   |                  |                   |
| Liste des chapitres : - Chapitre 131 : 休暇届 (Kyūka Todoke) - Chapitre 132 : ドールフェスティバル (Dōru Fesutibaru) - Chapitre 133 : トゥー・リリー (Tū Rirī) - Chapitre 134 : ショータイム!! (Shōtaimu!!) - Chapitre 135 : ご挨拶 (Go Aisatsu) - Chapitre 136 : 配達物 (Haitatsumono) - Chapitre 137 : 本当の“ドールフェスティバル” (Hontō no "Dōru Fesutibaru") - Chapitre 138 : 崇高 (Sūkō) - Chapitre 139 : 支配者マイモー (Rūrā Maimō) - Chapitre 140 : 弱点 1 (Jakuten 1) - Chapitre 141 : 手 (Te) - Chapitre 142 : 経験値 (Keikenchi) - Chapitre 143 : デンジャー (Denjā) - Chapitre 144 : シンプル (Shinpuru) - Chapitre 145 : デュクシ (Dyukushi) - Chapitre 146 : タマ (Tama) |                   |                   |                  |                   |

## Anime
L'adaptation en anime est annoncée en juin 2024. La série est réalisée par Fumihiko Suganuma au sein du studio Bones, avec un scénario de Hiroshi Seko et des compositions de Taku Iwasaki. Sa diffusion a commencé en juillet 2025 sur CBC TV et TBS au Japon et en simulcast en version sous-titrée en français sur Crunchyroll et ADN.
Le générique d'ouverture s'intitule HUGs, il est interprété par Paledusk tandis que le générique de fin, intitulé Tomoshibi (灯火), est interprété par DUSTCELL (ja).

### Liste des épisodes
| No | Titre français       | Titre japonais       | Titre japonais           | Date de 1re diffusion |
| No | Titre français       | Kanji                | Rōmaji                   | Date de 1re diffusion |
| -- | -------------------- | -------------------- | ------------------------ | --------------------- |
| 1  | La Cité Céleste      | 天界                 | Tenkai                   | 6 juillet 2025        |
| 2  | Réceptacles          | 宿り物               | Yadori-mono              | 13 juillet 2025       |
| 3  | Le Bas-monde         | 下界                 | Gekai                    | 27 juillet 2025       |
| 4  | Le QG des nettoyeurs | 掃除屋本部           | Sōjiya honbu             | 3 août 2025           |
| 5  | Les vandales         | 荒らし屋             | Arashi-ya                | 10 août 2025          |
| 6  | Rentre-moi dedans !  | ちゃんとした一撃ィ!! | Chanto shita ichigekii!! | 17 août 2025          |

## Accueil
Le manga reçoit le Global Special Prize lors des Next Manga Awards de 2022. Il a également été le choix le plus populaire parmi les votants anglais, bien que la série n'ait pas été publiée en anglais à l'époque. La série s'est classée au 14e rang des bandes dessinées recommandées par les employés de la librairie Nationwide en 2023. Elle a été nommée pour le 47e Kodansha Manga Award dans la catégorie shōnen en 2023.
Le chroniqueur de Real Sound a apprécié la construction du monde, l'action et les éléments de dark fantasy de l'histoire, ainsi que le protagoniste principal. Masaki Endo de Tsutaya News a aimé les illustrations et le protagoniste principal de la série. Atsushi Ōkubo a recommandé la série.

### Annotations
1. ↑  Les titres français de l'adaptation en anime proviennent de Crunchyroll.

### Édition japonaise
1. 1 2 3  Tome 15
2. 1 2  Tome 1
3. 1 2  Tome 2
4. 1 2  Tome 3
5. 1 2  Tome 4
6. 1 2  Tome 5
7. 1 2  Tome 6
8. 1 2  Tome 7
9. 1 2  Tome 8
10. 1 2  Tome 9
11. 1 2  Tome 10
12. 1 2  Tome 11
13. 1 2  Tome 12
14. 1 2  Tome 13
15. 1 2  Tome 14
16. 1 2  Tome 16

### Édition française
1. 1 2  Tome 1
2. 1 2  Tome 2
3. 1 2  Tome 3
4. 1 2  Tome 4
5. 1 2  Tome 5
6. 1 2  Tome 6
7. 1 2  Tome 7
8. 1 2  Tome 8
9. 1 2  Tome 9
10. 1 2  Tome 10
11. 1 2  Tome 11
12. 1 2  Tome 12
13. 1 2  Tome 13
14. 1 2  Tome 14